# Stefan Kraft (Politiker)

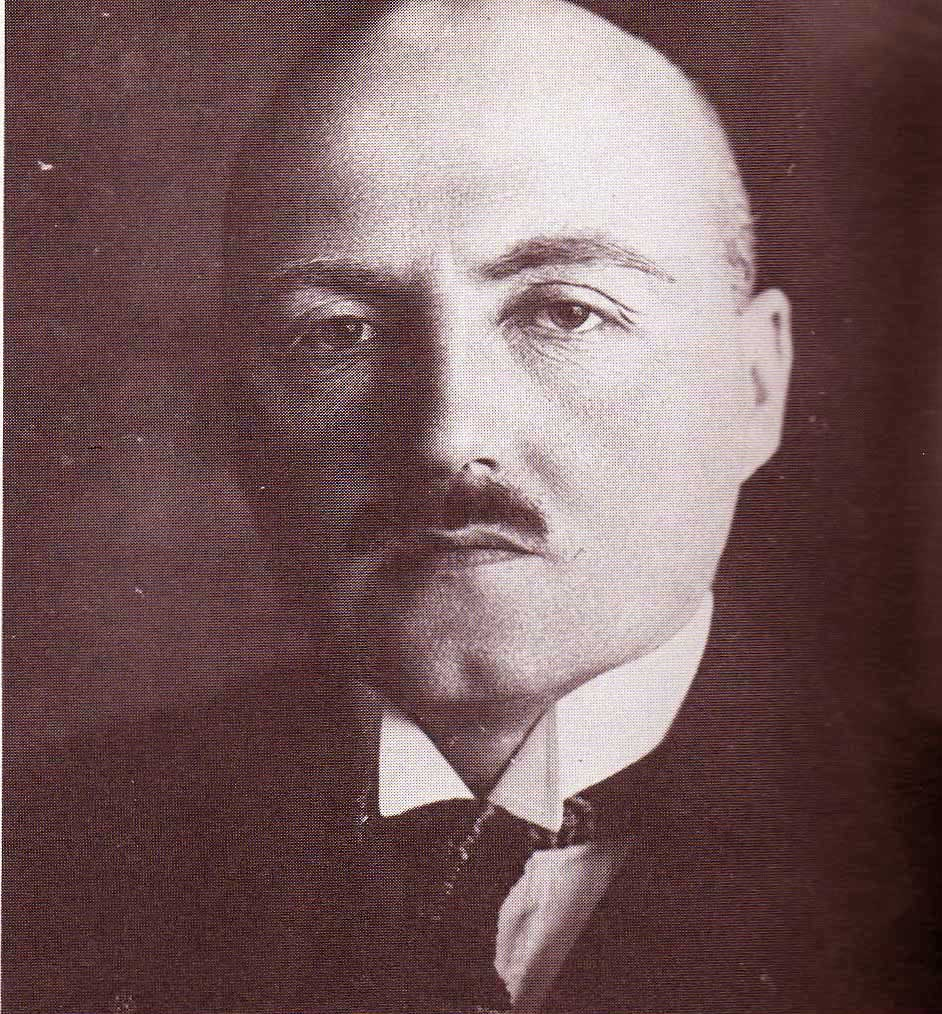
Stefan Kraft

Stefan Kraft (* 15. August 1884 in Inđija/India, Königreich Kroatien und Slawonien, Österreich-Ungarn; †  16. Juni 1959 in Heidelberg) war ein deutscher Verbandsfunktionär, Volkstums- und Wirtschaftspolitiker im Königreich Jugoslawien bzw. im „Unabhängigen Staat Kroatien“.

## Leben
Kraft wuchs als Sohn donauschwäbischer bäuerlicher Eltern in der Region Syrmien auf, die damals zur ungarischen Reichshälfte der Habsburgermonarchie gehörte. Er studierte in Zagreb Naturwissenschaften, ab 1905 in Marburg an der Lahn und Wien Rechts- und Staatswissenschaften. In Wien promovierte er auch. Als Student setzte sich Kraft bereits für die nationalen Belange der Deutschen in Ungarn und Kroatien ein. In Wien gehörte er dem Kreis um Adam Müller-Guttenbrunn und Edmund Steinacker an und unterstützte deren volkspolitische Bestrebungen. 1915 legte er in Zagreb die Richteramtsprüfung ab. Anschließend leistete er Kriegsdienst in der k.u.k. Armee, wo er bis zum Hauptmann aufstieg. Zum Ende des Ersten Weltkriegs schloss er sich dem von Rudolf Brandsch gegründeten „Deutschen Volksrat für Ungarn“ an und leitete die Niederlassung in Novi Sad. Kraft war maßgeblich am Manifest des „Schwäbischen Nationalrats“ von 1918 beteiligt.
Im Januar 1919 trug Kraft Stojan Protić, dem Premierminister des Königreichs der Serben, Kroaten und Slowenen, die nationalen Wünsche der deutschsprachigen Bevölkerung des neuen Staates vor. Als Vorbild der zu diesem Zeitpunkt gebilligten deutschen Autonomie diente die serbische Autonomie im Ungarn der Vorkriegszeit. Kraft organisierte die im Lande in größeren und kleineren Gruppen siedelnden Deutschen und wurde Obmann der 1919 gegründeten „Druckerei- und Verlags-AG“ in Novi Sad, die die Tageszeitung „Deutsches Volksblatt“ und andere Publikationen herausbrachte. Er war Mitbegründer des Schwäbisch-Deutschen Kulturbundes und Präsident der deutschen Genossenschaftszentralen. Als geschäftsführender Obmann der 1922 im Banater Žombolj mit dem Vorsitzenden Ludwig Kremling gegründeten Deutschen Partei war er von 1923 bis 1939 als Abgeordneter und politischer Sprecher der deutschen Minderheit und Mitglied der Nationalversammlung. Die Schulstiftung der Deutschen, der Kraft seit ihrer Gründung 1931 als Präsident vorstand, konnte in Selbsthilfe die vom Staat nicht unterstützten deutschsprachigen höheren Schulen aufbauen.
Als sich der Konflikt zwischen den gemäßigten Vertretern der Deutschen in Jugoslawien und den von den Nationalsozialisten vereinnahmten Erneuerern verschärfte, schied Kraft auf Druck der Deutschen Reichsregierung am 30. Juni 1939 von allen seinen Ämtern aus. 1941 wurde er als Staatssekretär ins Wirtschaftsministerium des Unabhängigen Staats Kroatien berufen.
Als die Ostfront des Zweiten Weltkriegs näher kam (Evakuierung der Deutschen Volksgruppe aus dem Banat 1944), gelang Kraft die Flucht nach Österreich, wo er das Amt des Vorsitzenden des oberösterreichischen Roten Kreuzes für Flüchtlingsfürsorge ausübte. Er trat dort u. a. für die Zulassung von volksdeutschen Kindern an den Volks- und Mittelschulen ein. Da er die österreichische Staatsbürgerschaft nicht erlangen konnte, zog er 1949 nach Stuttgart. Hier wählte die frisch eingerichtete Landsmannschaft der Deutschen aus Jugoslawien Kraft zum Vorsitzenden. In dieser Funktion setzte er sich für die gleichberechtigte Eingliederung der vertriebenen Jugoslawiendeutschen in der Bundesrepublik Deutschland ein.
Die Landsmannschaft bezeichnete Stefan Kraft in einer Denkschrift von 2009 als „Vater der Donauschwaben“.